# Triadobatrachus
Triadobatrachus là một chi động vật lưỡng cư tuyệt chủng giống ếch, bao gồm một loài duy nhất được biết đến, Triadobatrachus massinoti. Đây là một ví dụ về hóa thạch chuyển tiếp. Sinh vật này sống vào thời kỳ đầu kỷ Trias cách nay 250 triệu năm, tại nơi hiện nay là Madagascar.

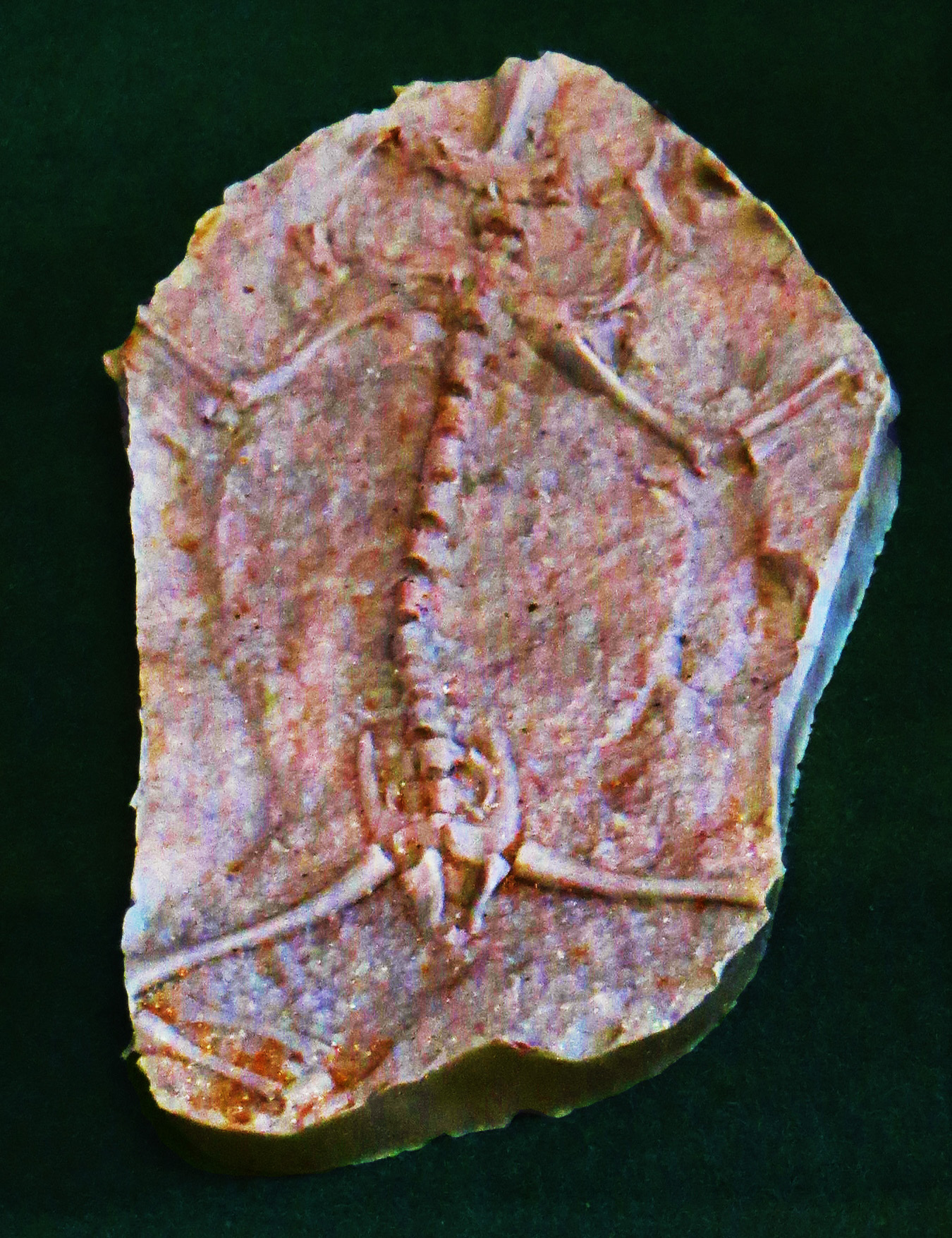
Bộ Hóa thạch

Triadobatrachus dài khoảng 10 xentimét (3,9 in), và vẫn còn giữ rất nhiều đặc điểm nguyên thủy, như có mười bốn đốt xương sống, trong khi ếch hiện đại chỉ có từ bố tới chín đốt sống. Sáu trong số các đốt xương sống đó hiện diện dưới dạng đuôi ngắn, thứ con vật này vẫn có cả khi đã trưởng thành. Nó có lẽ có thể bơi bằng chân sau, mặc dù không nhảy như ếch hiện đại. Hộp sọ của nó giống với ếch hiện đại.